# Hundstalbach
Der Hundstalbach ist ein linker Zufluss des Schwemmbachs im Kobernaußer Wald. Sein gesamter Lauf befindet sich im Bezirk Braunau am Inn im Innviertel im Oberösterreich.

## Geographie

### Verlauf
Der Hundstalbach entspringt im Kobernaußer Wald, südwestlich von Ertlmoos (Gemeinde Waldzell) am Südabhang des Hambergs und gut einen Kilometer unterhalb der Quelle des Schwemmbachs. Der Bach beginnt seinen Lauf im gleichnamigen Hundstal und fließt anfangs in südwestliche Richtung. Hier fließen zunächst zwei Gräben von rechts und ein kleiner Graben von links zu. Nach Aufnahme dieser Zuflüsse fließt der Hundstalbach nun als recht beständiger Bach weiterhin Richtung Südwesten. Ungefähr 500 Meter unterhalb seiner Quelle macht der Bach einen Bogen nach Nordosten, bevor er seine Fließrichtung kurz darauf wieder nach Südwesten ändert. Nun fließt er parallel zu einer Forststraße und nimmt dabei von links und rechts mehrere kleine Hangbäche auf. Nach der Unterquerung von zwei weiteren Forststraßen mündet der Hundstalbach noch im Kobernaußer Wald schließlich von links in den dort noch als Riedlbach bezeichneten Schwemmbach. Er bildet dessen ersten größeren Zubringer.
Ab der Einmündung des Hundstalbachs wird der Riedlbach dann als Schwemmbach bezeichnet. Als zweiter Quellbach wird er jedoch nicht gesehen, da der Riedlbach beim Zusammenfluss mehr Wasser führt und auch bereits einen längeren Lauf hinter sich hat.

### Einzugsgebiet
Nordwestlich der Quelle des Hundstalbachs entspringt die Ach, die direkt zum Inn entwässert. Südöstlich entspringt die Redl, die über die Vöckla, die Ager und die Traun zur Donau hin fließt. Südlich fließt der ca. gleichgroße Rabenbach, der unterhalb ebenfalls in den Schwemmbach mündet.